# Stomoxys omega
Stomoxys omega är en tvåvingeart som beskrevs av Newstead, Dutton och Todd 1907. Stomoxys omega ingår i släktet Stomoxys och familjen husflugor. Inga underarter finns listade i Catalogue of Life.